# Ангсоц
Ангсоц (скорочено англійський соціалізм, англ. Ingsoc) — вигадана правляча партія тоталітарної держави Океанія з антиутопічного роману Джорджа Орвелла «1984», опублікованого в 1949 році.

## Витоки
Океанія виникла внаслідок формальної політичної унії Сполучених Штатів і країн Британської Співдружності, які пізніше анексували решту Північної та Південної Америки. В часи цього союзу Старший Брат і Емануїл Ґолдштайн привели Партію до влади в Океанії після революції. Здобувши контроль над урядом, партія затвердила англійський соціалізм в якості офіційної ідеології уряду і суспільства. Ґолдштайн і Старший Брат пізніше стали ворогами через їхні різні тлумачення ангсоцу. Згодом Старший Брат і партія затаврують Емануїла Ґолдштайна як політичного злочинця, чий заколот і зрада могли призвести до повалення уряду партії.

## Політична філософія
У «забороненій» книзі «Теорія і практика олігархічного колективізму» ворог держави Емануїл Ґолдштайн описує ідеологію Партії як антисоціалізм, який відкидає політичні принципи соціалістичного руху. Всюдисущий Старший Брат уособлює Внутрішню партію за допомогою величезних плакатів і телеекранів, які постійно стежать за громадянами Океанії, в той час як ангсоц вимагає розумового, морального, фізичного підпорядкування людей, що влада заради влади є метою ангсоцу. О'Браєн пояснює Вінстону Сміту:
«Німецькі нацисти і російські комуністи дуже близько підійшли до нас в своїх методах, але у них ніколи не вистачало сміливості визнати свої власні мотиви. Вони робили вигляд, а може бути, навіть вірили, що захопили владу неохоче і на обмежений час, і що прямо за рогом знаходиться рай, де люди будуть вільними і рівними. Ми не такі. Ми знаємо, що ніхто ніколи не захоплює владу з наміром відмовитися від неї. Влада — це не засіб, це мета. Диктатуру встановлюють не для того, щоб захистити революцію; це революція робиться для того, щоб встановити диктатуру. Об'єктом переслідування є переслідування. Об'єктом тортур є тортури. Об'єктом влади є влада.»

## Соціально-класова система Океанії

Піраміда суспільства Океанії у 1984.

1984 року суспільство Океанії поділено на три соціальні класи: Внутрішня партія, Зовнішня партія та пролі. Хоча соціальні класи мало взаємодіють між собою, головний герой, Вінстон Сміт, відвідує вечір в кінотеатрі, де люди з кожної соціальної верстви дивляться одну і ту ж кінопрограму. Він відвідує паб для пролів, не привертаючи уваги до себе, і заходить до квартири члена Внутрішньої партії О'Браєна під приводом того, щоб позичити нове видання словника новомови. Тим часом, ангсоцька пропаганда проголошує свободу і егалітаризм Океанії.

### Внутрішня партія
Представники вищого класу складають менше 2 відсотків населення Океанії. Серед їхніх привілеїв — можливість повністю відключити телеекрани. Вони живуть в просторих, комфортабельних будинках, мають хорошу їжу і напої, особистих слуг і швидкий транспорт, такі як особисті вертольоти і автомобілі, і жоден громадянин середнього класу або прол не може ввійти в район вищого класу без дозволу громадянина вищого класу. Згідно з книгою Ґолдштайна, громадяни середнього класу, якщо вони достатньо амбіційні або лояльні, можуть перейти до вищого класу, починаючи з певного віку. Усередині вищого класу існує Внутрішня партія, члени якої визначають політику, впливають на рішення і керують державою і суспільством.
Незважаючи на свою ізоляцію і явні привілеї, вищий клас так і не звільнений від жорстокого обмеження мислення і поведінки з боку уряду, навіть не дивлячись на те, що брехня і пропаганда явно виходять з їхніх власних рядів. Замість цього уряд пропонує вищим класом «розкіш» і багатий стиль життя в обмін на їхню лояльність державі; при цьому незгодні представники вищого класу можуть бути засуджені, піддатися катуванням і страчені, як і інших. Крім того, всі представники вищого і середнього класу повинні повністю утримуватися від будь-якої сексуальної активності, крім звичайного статевого акту для відтворення дітей в шлюбі, оскільки дозвіл сексу в будь-яких менш обмежувальних формах дозволило би самореалізацію, індивідуальну близькість і інтелектуальну свободу, що суперечить програмі Партії.
Нарешті, навіть умови життя вищого класу є лише «відносно» розкішними і комфортними, і в книзі Ґолдштайна пояснюється, що ці умови насправді вважалися б «аскетичними» для тих, хто пам'ятає життя до ангсоцу. Рівень життя вищого класу можна порівняти з рівнем життя середнього класу в сучасному світі.

### Зовнішня партія
Середній клас є домом для Зовнішньої партії, членами якої є бюрократи, які працюють на адміністративних посадах в державі і безпосередньо реалізують політику Партії, не маючи при цьому ніякого права голосу в їхніх формулюваннях. Вони необхідні для успіху Партії, але Партія буде терпіти їх лише в дуже ворожих умовах. Середньому класу, включаючи Зовнішню партію, заборонено "мати які-небудь вади, крім цигарок і джину «Перемога», і вони є громадянами, які перебувають під найсуворішим наглядом. Це тому, що, згідно з історією і Партією, поєднання інтелектуальних здібностей і відсутності влади у середнього класу означає, що саме вони з найбільшою ймовірністю повстануть проти Старшого Брата. Тому від них очікують постійного патріотичного безумства на підтримку Партії, від них часто вимагають сліпого виконання майже всіх наказів начальства, при цьому вони приречені жити в зубожілих кварталах, використовувати велосипеди і метро в якості транспорту і постійно перебувати в стані майже голоду, отримуючи мізерні пайки неякісної їжі і пиття. Їх можна вважати найнеблагополучнішими в класовій системі, оскільки вони позбавлені свободи пролів і розкоші вищого класу і Внутрішньої партії.

### Пролі
Пролі (пролетаріат) складають 85 % населення Океанії. Це нижчий клас робітників, що виконують більшу частину ручної праці, необхідної в Океанії. Вони живуть в бідності, але в політичному плані їм більше пощастило, ніж середньому класу, тому що за ними рідко стежать. Партія підтримує їхнє задоволення алкоголем, азартними іграми, спортом, сексуальною розпущенністю і «проліфідом» (фальшивими розвагами, включаючи порнографію). Хоча Пролі інтелектуально здатні до складних поглядів на реальність, Партія не знає про цю здатність; тому Пролі вважаються політично нешкідливими. Для Вінстона Пролі «по-справжньому вільні» та «залишилися людьми». Вони також зберігають свої рідні мови (наприклад, старомову), оскільки вважаються, що вони досить дурні, щоб вірити пропаганді ангсоцу, і повставати. Незважаючи на ці свободи, серед Пролів працюють кілька співробітників Поліції думок, які вистежують і намагаються знищити тих, хто, на їхню думку, здатні до повстання. Вінстон Сміт зазначає, що «якщо і є надія, то вона криється в Пролах».